# Petziet
Petziet is een zilver-goud-telluride met de chemische formule Ag3AuTe2. Onzuiverheden beperken zich voornamelijk tot de elementen kwik en koper.

## Eigenschappen
Het staalgrijze tot zwarte petziet heeft een metaalglans en een grijszwarte streepkleur. Het kristalstelsel is kubisch-gyroïdaal. Petziet splijt niet een heeft een quasi conchoïdale breuk. De gemiddelde dichtheid ligt in de buurt van 9, wat zeer hoog is voor een mineraal. De hardheid is circa 2,5, wat dan weer vrij zacht is.

## Naam
Petziet is genoemd naar de scheikundige William Petz. Petz was in 1845 de eerste om de chemische samenstelling van het mineraal te bepalen. De mineralogische eigenschappen van petziet werden voor het eerst beschreven door Wilhelm Karl Ritter von Haidinger, in 1845.
Petziet dient niet verward te worden met het mineraal putziet ((Cu4.7Ag3.3)GeS6).

## Voorkomen
Petziet is een wereldwijd voorkomend mineraal in associatie met andere telluriden in aders rijk aan goudafzettingen. Het mineraal wordt vaak gevonden in associatie met onder andere zuiver goud, pyriet, hessiet, sylvaniet, krenneriet, calaveriet, altaïet, montbrayiet, meloniet, frohbergiet, tetradymiet, rickardiet en vulkaniet. 
Samen met uytenbogaardtiet (Ag3AuS2) en fischesseriet (Ag3AuSe2) vormt petziet de zogenaamde “uytenbogaardtietgroep”.
De typelocatie van het mineraal is de Săcărâmbmijn in het Roemeense Hunedoara.